# 2014년 11월
| 2014년: 1월 · 2월 · 3월 · 4월 · 5월 · 6월 · 7월 · 8월 · 9월 · 10월 · 11월 · 12월 |

| <          | 2014년 11월 | 2014년 11월 | 2014년 11월 | 2014년 11월 | 2014년 11월 | >            |
| 일         | 월          | 화          | 수          | 목          | 금          | 토           |
|            |             |             |             |             |             | 1 윤9.9 병자 |
| 2 10 정축  | 3 11 무인   | 4 12 기묘   | 5 13 경진   | 6 14 신사   | 7 15 임오   | 8 16 계미    |
| 9 17 갑신  | 10 18 을유  | 11 19 병술  | 12 20 정해  | 13 21 무자  | 14 22 기축  | 15 23 경인   |
| 16 24 신묘 | 17 25 임진  | 18 26 계사  | 19 27 갑오  | 20 28 을미  | 21 29 병신  | 22 10.1 정유 |
| 23 2 무술  | 24 3 기해   | 25 4 경자   | 26 5 신축   | 27 6 임인   | 28 7 계묘   | 29 8 갑진    |
| 30 9 을사  |             |             |             |             |             |              |

| - 11월 2일 - 코모로 대선 1차전 - 11월 4일 - 루마니아 대선 1차전 - 11월 4일 - 미국 하원 선거 및 상원 선거 (중간선거) - 11월 16일 - 코모로 대선 2차전 - 11월 16일 - 레바논 총선 - 11월 16일 - 루마니아 대선 2차전 - 11월 19일 - 레바논 대선 15차전 - 11월 19일 - 솔로몬 제도 총선 - 11월 22일 - 바레인 총선 - 11월 23일 - 튀니지 대선 1차전 - 11월 25일 - 통가 총선 - 11월 29일 - 나미비아 총선 - 11월 30일 - 몰도바 총선 편집하기 |

## 2014년 11월 29일 (토요일)
선거
- 타이완에서 지방 선거가 치러져 마잉주 총통이 이끄는 국민당이 민진당에 참패하였다.

## 2014년 11월 24일 (월요일)
사회
- 2015학년도 대학수학능력시험에서 생명과학Ⅱ 8번은 평가원이 정답으로 제시한 ④번 외에 ②번도, 영어 25번 문항 역시 기존 정답 ④번과 함께 ⑤번도 정답으로 인정하기로 결정하였다.

## 2014년 11월 21일 (금요일)
정치
- 일본이 중의원 해산을 공식 선언하고 12월 14일에 총선거를 치른다고 공식 발표했다.

## 2014년 11월 19일 (수요일)
사회
- 대한민국에서 행정자치부, 국민안전처, 인사혁신처가 신설되고, 안전행정부, 소방방재청, 해양경찰청이 해산되었다.

선거
- 2014년 솔로몬 제도 총선이 치러졌다.

## 2014년 11월 17일 (월요일)
선거
- 루마니아 대선에서 루마니아의 대통령으로 클라우스 이오한니스가 당선되었다.

## 2014년 11월 15일 (토요일)
사회
- 오스트레일리아에서 G20정상회의가 개막하였다.
- 대한민국과 뉴질랜드가 자유 무역 협정(FTA)를 체결하였다.

## 2014년 11월 14일 (금요일)
사회
- 아시아나항공이 2013년 7월 샌프란시스코에서 일어난 사고의 책임을 물어 인천~샌프란시스코 노선에 대해 45일 운항정지 처분을 받았다.

## 2014년 11월 13일 예
회
- 2015학년도 대학수학능력시험이 치러졌다.

## 2014년 11월 12일 (수요일)
우주과학
- 탐사선 로제타가 67P/추류모프-게라시멘코 혜성에 탐사 로봇을 착륙시켰다.

## 2014년 11월 11일 (화요일)
사회
- 살인 혐의와 관련해 무죄 선고 받은 이준석 세월호 선장에게 유기치사, 상죄 등의 죄목으로 징역 36년이 선고됐다.
- 9명의 실종자를 찾지 못한 채 세월호 수중수색이 종료되었다. 실종자 가족들은 진도실내체육관에서 가진 기자회견에서 수색 중지를 공식 요청했으며, 이주영 해양수산부 장관은 기자회견에서 이에 대해 "끝이 아닌 이제부터가 시작이다"면서 "죄인의 태도로 심사숙고하게 임하겠다"고 발표했다.

스포츠
- 삼성 라이언즈가 4년 연속으로 한국시리즈에서 우승했다.

## 2014년 11월 10일 (월요일)
사회
- 박근혜 대통령은 중국 시진핑 주석과의 정상회담에서 한-중 FTA가 타결되었음을 공식적으로 선언했다.

## 2014년 11월 9일 (일요일)
사회
- 서울특별시 강남구 구룡마을에서 화재가 발생해 주민 1명이 숨지고 130여명이 대피하였다.

## 2014년 11월 7일 (금요일)
정치
- 대한민국 국회가 세월호 특별법, 정부조직법 개정안, 유병언법을 통과시켰다.

## 2014년 11월 4일 (화요일)
선거
- 미국에서 상원의원 선거와 하원의원 선거가 치러져 공화당이 승리하였다.

## 2014년 11월 3일 (월요일)
선거
- 2014년 돈바스 총선에서 알렉산드르 자카르쳰코의 도네츠크 공화국당이 78.93%로 승리했다.

## 2014년 11월 2일 (일요일)
선거
- 2014년 코모로 대선이 2016년으로 연기되었다.
- 2014년 루마니아 대선 1차전에서 루마니아 사회민주당-루마니아 진보 국가 연합-루마니아 보수당 연합의 빅토르 폰타가 1위를 하였다. 2차전은 16일에 개최한다.